# 藤田邦統
藤田 邦統（）は、日本の洋画家。福島県西白河郡矢吹町出身。新制作協会に所属している。

## 主な受賞歴
- 1989年：第7回上野の森美術館大賞展 - 特別優秀賞
- 1991年：第34回安井賞展安井賞（「木星で出会う」）

| スタブアイコン | サブスタブ | この項目は、まだ閲覧者の調べものの参照としては役立たない、美術家・芸術家に関連した書きかけの項目です。この項目を加筆・訂正などしてくださる協力者を求めています（P:美術）。 |